# Pulsatilla tongkangensis
Pulsatilla tongkangensis är en ranunkelväxtart som beskrevs av Yong No Lee och T.C.Lee. Pulsatilla tongkangensis ingår i släktet pulsatillor, och familjen ranunkelväxter. Inga underarter finns listade i Catalogue of Life.